# Neolasioptera willistoni
Neolasioptera willistoni är en tvåvingeart som först beskrevs av Cockerell 1898.  Neolasioptera willistoni ingår i släktet Neolasioptera och familjen gallmyggor.
Artens utbredningsområde är New Mexico. Inga underarter finns listade i Catalogue of Life.